# Mason jar
En Mason jar er en støbt glaskrukke, som benyttes ved hjemmesyltning til konservering af madvarer. Krukkens munding har gevind, så et låg kan skrues på. En udbredt lågtype er todelt, bestående af selve låget og en separat skruering. Dette låg har en gummiring, som kan lukke krukken hermetisk, når ringen skrues stramt fast.
Tinsmeden John Landis Mason (1832–1902) fra Philadelphia opfandt og patenterede krukken, der fik hans navn, i 1858 Glassene kendes under flere andre navne.
Mason jars fremstilles af sodaglas og findes med standardiserede mundingsdiametre.